# Action Replay (EP de Howard Jones)
Action Replay es un EP especial de seis canciones del músico británico Howard Jones. Fue lanzado solo en los Estados Unidos y Canadá para apoyar la versión sencilla del éxito de Jones "No One Is to Blame" de 1986.
Otras canciones de este lanzamiento incluyen pistas que anteriormente solo estaban disponibles en el Reino Unido y varias remezclas extendidas. El EP fue un éxito sustancial en América del Norte y en Europa.
Action Replay fue remasterizado y lanzado en CD por primera vez en 2011.

## Lista de canciones
Lado A:
1. "No One Is to Blame" (US single version) – 4:10
2. "Look Mama" (Extended Mix) – 6:20
3. "Hide and Seek" (Long Version) – 8:35

Lado B:
1. "Always Asking Questions" – 4:27
2. "Bounce Right Back" (Cause & Effect Mix) – 7:25
3. "Specialty" – 3:52

## Posicionamiento en listas
| Lista (1986)                   | Máxima posición |
| ------------------------------ | --------------- |
| Estados Unidos (Billboard 200) | 34              |